# Kreis Text
El Kreis Text (del alemán) es una deformación en el modo de escritura de algún texto en la cual éste se arquea hasta conseguir una forma curva como una circunferencia. Esta modalidad es posible en dos formas: la primera es con las letras hacia fuera y la segunda es con el texto hacia dentro. Este diseño es claramente visible en la leyenda de derechos de autor en la mayoría de los CDs de música y de otros tipos, en donde se especifica el año de la compilación y sus propiedades musicales.

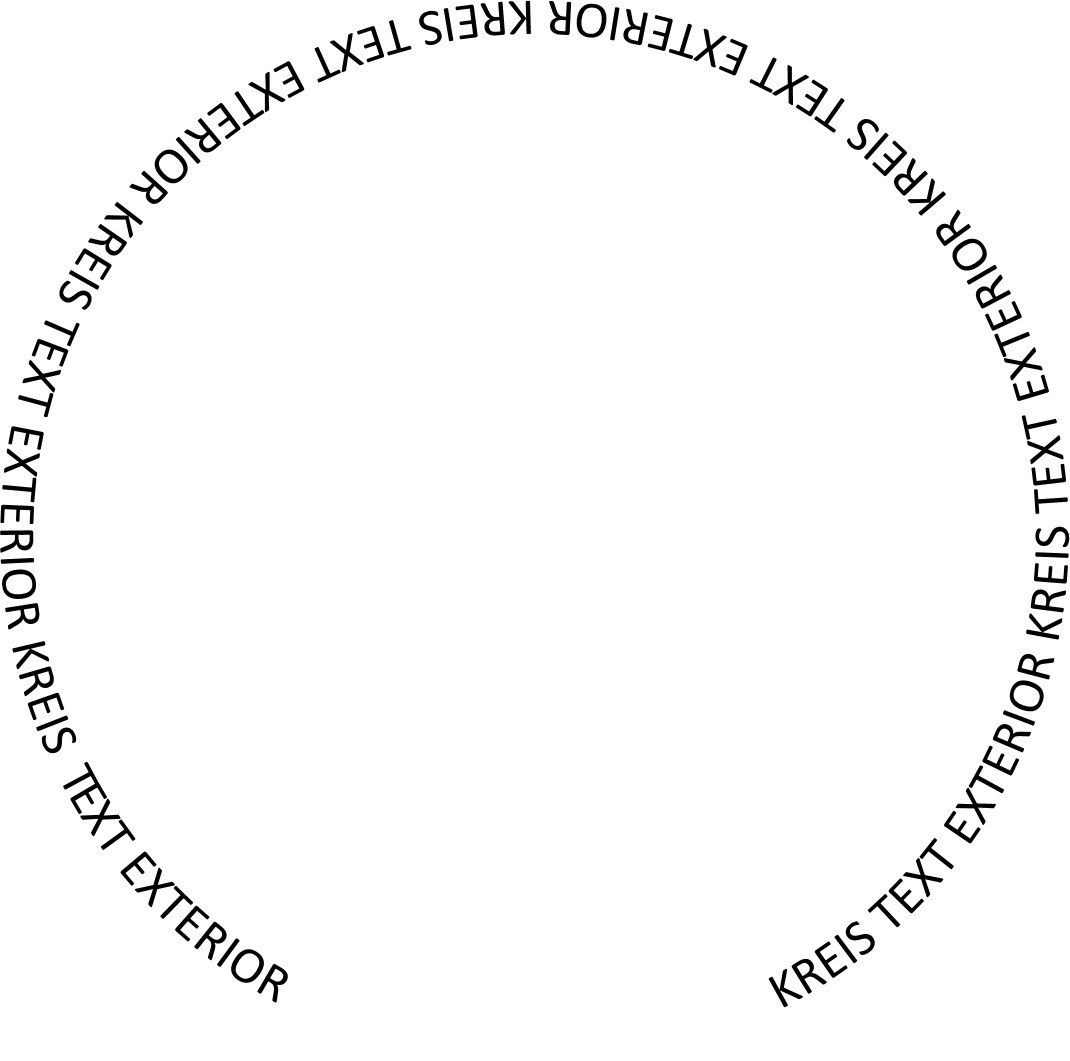
La modalidad Kreis Text; con la modalidad hacia fuera

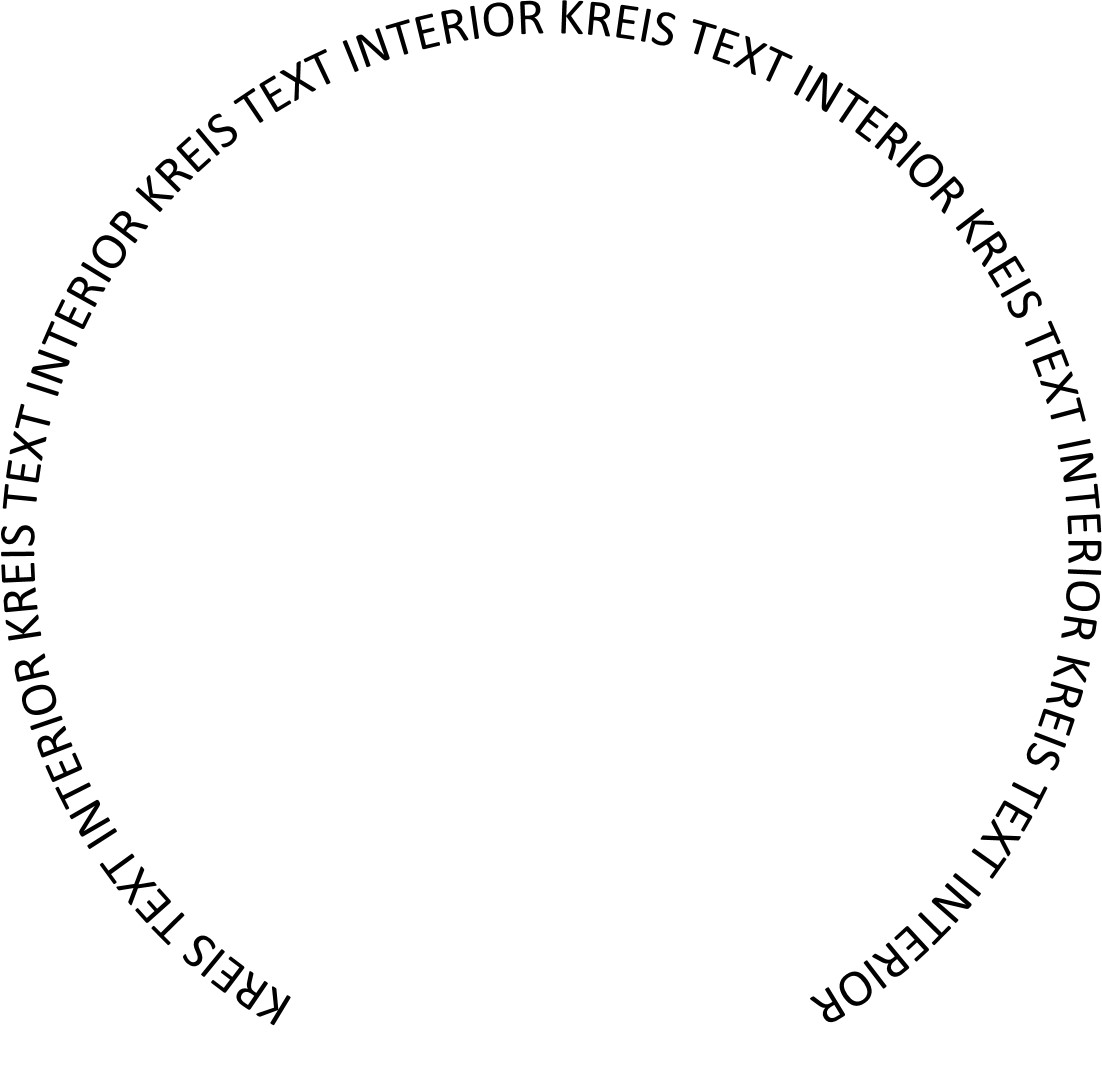
La modalidad Kreis Text; con la modalidad hacia dentro

CD con tipografía Kreis Text

- Datos: Q17636008